# ديفيد إي. غارلاند
ديفيد إي. غارلاند (بالإنجليزية: David E. Garland)‏ هو عالم الكتاب المقدس أمريكي، ولد في 24 سبتمبر 1947 في كريسفيلد في الولايات المتحدة.